# Канадский ранг
Канадский ранг (фр.-кан. la côte canadienne, фр. le rang canadien) — система разделения помещичьих земель Новой Франции под руководством короля Людовика XIII, давшая своё название многим местам нынешней канадской провинции Квебек.
Канадские ранги, унаследованные выселками из Нормандии и северной Франции, считались самым правильным разделением фермерских полей вплоть до XIX века за счёт своей позиции перпендикулярно реки, что позволяло фермерам скидывать мусор и посевные отбросы в отводные канавы, ведущие вдоль фермы к реке. Доступ телег производился по ранговой колее (фр. chemin de la côte), что выводила их на подъёмную (фр. montée de la côte). Подъёмная колея выводила спутников к «дороге короля», а оттуда к реке, заодно связывая между собой крупные города и торговые точки (Монреаль, Квебек).
С момента завоевания Канады англичанами и потери связи с Францией к концу XVIII века, система канадских рангов была полностью исчерпана и заменена на кантоны, использованные к тому моменту в Великобритании. На сегодня сельское хозяйство в Квебеке ведётся с помощью пуска земель под пар.
Ранговая организация стала частью канадской истории: она видна в названиях мест и структурах застроек квебекских городов. В Монреале, например, несколько районов получили своё название от бывших канадских рангов, расположенных на месте современного района. Это также повлияло на прямоугольную сетку городских улиц, где каждая второстепенная улица была полевой дорожкой с отводными канавами, а главная — ранговой колеёй.